# Tajne akta Psiej Agencji
Tajne akta Psiej Agencji (ang. The Secret Files of the Spy Dogs, 1998–1999) – kanadyjsko-amerykański serial animowany opowiadający o sekretnym życiu psów.
Wszystkie psy należą do tajnej organizacji, której celem jest pomoc ludziom w każdej trudnej sytuacji życiowej – ratowanie ich przed najeźdźcami z kosmosu, pomaganie w codziennych obowiązkach – przy przechodzeniu przez jezdnię, czy kontrolowaniu prac domowych dzieci.
W 2001 roku, po przejęciu przez The Walt Disney Company Fox Kids Worldwide, w tym Saban Entertainment, prawa do serialu przeszły na Disneya.

## Odcinki
- Serial składa się z dwóch serii: I seria (odcinki 1-13) – 13 odcinków, II (odcinki 14-22) – 9 odcinków.
- W Polsce serial był emitowany przez telewizje Jetix / Fox Kids, TVN i Jetix Play.
- Od 1 grudnia 2008 roku serial był emitowany w Jetix Play (odcinki 1-11), z czego pomijał odcinek 2.
- Od 6 kwietnia 2009 roku Jetix Play rozpoczął emisję odcinków 12-22.
- Premiera odcinka 1 w Jetix Play odbyła się 8 czerwca 2009 roku.
- Premiera odcinka 6 odbyła się 13 czerwca 2009 roku.

### Spis odcinków
| Nr             | Polski tytuł       | Rozwinięcie polskiego tytułu             | Angielski tytuł | Rozwinięcie angielskiego tytułu                    |
| SERIA PIERWSZA | SERIA PIERWSZA     | SERIA PIERWSZA                           | SERIA PIERWSZA  | SERIA PIERWSZA                                     |
| -------------- | ------------------ | ---------------------------------------- | --------------- | -------------------------------------------------- |
| 01             | Sprawa K-9         | Sprawa K-9                               | K-9             | The Secret File Of The Masticated Mongrel          |
| 01             | Loteria pocztowa   | Tajne akta skażonej korespondencji       | Postal          | The Secret File Of The Contaminated Correspondence |
| 02             | Włosy              | Włosy                                    | Hair            | The Secret File Of The Frenetic Follicles          |
| 02             | Praca domowa       | Praca domowa                             | Homework        | The Secret File Of The Catastrophic Calculation    |
| 03             | Przynęta           | Przynęta                                 | Bone            | The Secret File Of The Pilfered Porterhouses       |
| 03             | Czas               | Czas                                     | Time            | The Secret File Of The Diggity Dogs                |
| 04             | Ernest             | Tajne akta męskiego mężczyzny            | Ernest          | The Secret File Of The Manly Man                   |
| 04             | Czarownicy         | Tajne akta telewizyjnego tabu            | Spin            | The Secret File Of The Television Taboo            |
| 05             | Mrok               | Tajne akta miauczących mumii             | Twilight        | The Secret File Of The Meowing Mummies             |
| 05             | Łap                | Tajne akta paleozoicznego szczeniaka     | Fetch           | The Secret File Of The Paleozoic Puppy             |
| 06             | Doktor Komórka     | Tajne akta niegodziwca                   | D’Cell          | The Secret File Of The Nefarious Nerd              |
| 06             | Pół dnia wolnego   | Pół dnia wolnego                         | Halfday         | The Secret File Of The Hapless Half-Pint           |
| 07             | Mały               | Tajne akta małych psiaków                | Small           | The Secret File Of The Diminutive Doggies          |
| 07             | Woda               | Tajne akta katastrofalnego odwodnienia   | Water           | The Secret File Of The Disastrous Dehydration      |
| 08             | I.H.R.F.           | Tajne akta zbrodniczej ryby              | I.H.R.F.        | The Secret File Of The Felonius Fish               |
| 08             | OT                 | Tajne akta straszliwego stroju           | Oatz            | The Secret File Of The Appalling Apparel           |
| 09             | Zero               | Tajne akta elektronicznego kryminalisty  | Zero            | The Secret File Of The Criminal Calculator         |
| 09             | Zwierzaki          | Tajne akta patrolujących kundli          | Pups            | The Secret File Of The Patroling Pooches           |
| 10             | Posłuszeństwo      | Tajne akta złośliwej hipnotyzerki        | Obedience       | The Secret File Of The Malicious Mesmerizer        |
| 10             | Psia Kraina        | Tajne akta szperających na Broadwayu     | DoggyLand       | The Secret File Of The Broadway Bowsers            |
| 11             | Lunch              | Tajne akta nagłego ataku                 | Lunch           | The Secret File Of The Violated Vittles            |
| 11             | Iditarod           | Tajne akta psich wyścigów                | Iditarod        | The Secret File Of The Diabolical Dograce          |
| 12             | Wieprzodzilla      | Tajne akta bekonowego potwora            | Porkzilla       | The Secret File Of The Bacony Behemoth             |
| 12             | Forsa              | Tajne akta kryzysu finansowego           | Money           | The Secret File Of The Currency Crisis             |
| 13             | Łazik              | Tajne akta psa włóczykija                | Mange           | The Secret File Of The Ronin Rover                 |
| 13             | Skobel             | Tajne akta mamroczącego psa              | Scribble        | The Secret File Of The Mmeremmnnere Mmnernnmmre!   |
| SERIA DRUGA    |                    |                                          |                 |                                                    |
| 14             | Kieł               | Tajne akta ożywionych mamutów            | Tusk            | The Secret File Of The Refurbished Rampagers       |
| 14             | Instalacja         | Tajne akta ukrytej wyrzutni              | Install         | The Secret File Of The Retrofitting Rovers         |
| 15             | Charlie            | Tajne akta pustogłowych aniołków         | Charlie         | The Secret File Of The Angelic Airhead             |
| 15             | Automat            | Tajne akta krótkiego spięcia             | Automutt        | The Secret File Of The Short-Circutting Sibling    |
| 16             | Babunia            | Tajne akta złowieszczej staruszki        | Granny          | The Secret File Of The Sinister Septuagenarian     |
| 16             | Historia ludzkości | Tajne akta psich geniuszy                | Founders        | The Secret File Of The Originating Operatives      |
| 17             | Ogon               | Tajne akta zaginionego wyrostka          | Tail            | The Secret File Of The Apprehended Appendage       |
| 17             | Jutro              | Tajne akta proroka wynalazcy             | Tomorrow        | The Secret File Of The Persnickety Prophet         |
| 18             | Wrzask             | Tajne akta jedwabnych nici               | Howl            | The Secret File Of The Silk Stalkings              |
| 18             | Trzynaście         | Tajne akta niematerialnych złoczyńców    | Thirteen        | The Secret File Of The Ecotoplasmic Escapees       |
| 19             | Ucieczka           | Tajne akta psiego więzienia              | Escape          | The Secret File Of The Intrepid Inmate             |
| 19             | Nakryty            | Tajne akta psich ninja                   | Exposed         | The Secret File Of The Divulgent Documentation     |
| 20             | Virgil             | Tajne akta misji superbohatera           | Virgil          | The Secret File Of The Dorky Do-Gooder             |
| 20             | Królik             | Tajne akta agenta Skobla                 | Bunny           | The Secret File Of The Reiving Rabbit              |
| 21             | DNA                | Tajne akta kociej przemiany              | DNA             | The Secret File Of The Dastardly Dip               |
| 21             | Mikołaj            | Tajne akta Świętego                      | Santa           | The Secret File Of The Yuletide Yahoo              |
| 22             | Komandosi          | Tajne akta akcji Ochrona Ludzkiego Życia | B.A.R.K.        | The Secret File Of The Cacaphonous Canines         |
| 22             | Istota             | Tajne akta mechanicznego bohatera        | Being           | The Secret File Of The Mindless Mannequin          |